# چتوپا (کانزاس)
چتوپا (به انگلیسی: Chetopa) شهری در ایالت کانزاس کشور ایالات متحده آمریکا است که جمعیت آن در سرشماری سال ۲۰۱۰ میلادی، ۱٬۱۲۵ نفر بوده‌است.